# Афанасьєв Сергій Олександрович
Сергій Олександрович Афанасьєв (нар. 18 серпня 1959) — український гідробіолог та іхтіолог, академік НАН України (2024), професор, доктор біологічних наук, директор Інституту гідробіології НАН України з 2016 року. Лауреат Державної премії України в галузі науки і техніки (2013) та Премії імені І. І. Шмальгаузена НАН України (2011).

## Життєпис
Навчався на біологічному факультеті Київського державного університету ім. Т. Г. Шевченка, який закінчив у 1981 році.
З 1979 року працює в Інституті гідробіології НАН України на різних посадах, з 2016 року очолює цю установу.
У березні 2018 року був обраний членом-кореспондентом НАН України, в квітні 2024 року обраний академіком НАН України.
Член науково-технічної ради Державного агентства водних ресурсів України.

## Наукова діяльність
Автор 280 наукових публікацій в галузі фундаментальних та прикладних питань гідробіології, серед яких 25 монографій, підручник, 13 патентів на винаходи.